# Camila (nombre)
Camila es un nombre de pila femenino, originario del latín «Camillus» significa "aquella que está frente a Dios" o "aquella que presenta sacrificios". Es un nombre antiguo que en Roma se daba a los jóvenes nacidos libres y con padres vivos, que hacían el noviciado para ser admitido en él.

## Etimología
- Proviene del latín «camillus»: ministro, encargado de los altares.

Camila era el nombre de la virgen cazadora de quien habla Virgilio en la Eneida y que ayudó a Turno a combatir contra Eneas.

## Personas
- Camila O'Gorman, socialité argentina.
- Camila Rolón, monja argentina.
- Camila Quiroga, actriz argentina.
- Camila Henríquez Ureña, escritora dominicana.
- Camila del Reino Unido, reina consorte del Reino Unido.
- Camila Perissé, actriz, bailarina y vedette argentina.
- Camila Mac Lennan, actriz y locutora argentinoperuana.
- Camila Sosa Villada, escritora, dramaturga y actriz argentina.
- Camila Bordonaba, actriz y cantante argentina.
- Camilla Belle, actriz estadounidense.
- Camila Mateos, actriz y modelo argentina.
- Camila Mendes, actriz y modelo estadounidense.
- Camila Rajchman, cantante y presentadora uruguaya.
- Camila Cabello, cantante y actriz cubanomexicana.
- Camila Morrone, actriz y modelo estadounidense.

## Santoral
- 31 de mayo: Santa Camila Bautista de Varano

- Datos: Q16422363
- Multimedia: Camilla (given name) / Q16422363